# Цинк (музикален инструмент)
Цинк или цинка (на немски: Zink, Zinken) е старинен духов музикален инструмент от рода на корната, тромбона и тромпета.
Обикновено цинкът е с дъговидна форма, чашковиден наустник, изработен от дърво и с пръстови дупки. Наустникът се прави от слонова кост или от твърдо дърво и има много тесен канал. Съществуват две групи цинк - бели и черни, като последните са обвити в кожа, имат басово звучене и са извити. От черния цинк, наустникът на който е снабден със S-образна тръба както при фагота, по-късно се развива серпентината.
Цинкът се е използвал през ХVІ и ХVІІ век. Правият цинк има по-голямо приложение и се запазва в Германия до ХVІІІ век като инструмент на градските тръбачи.